# Comte de Burlington (titre)

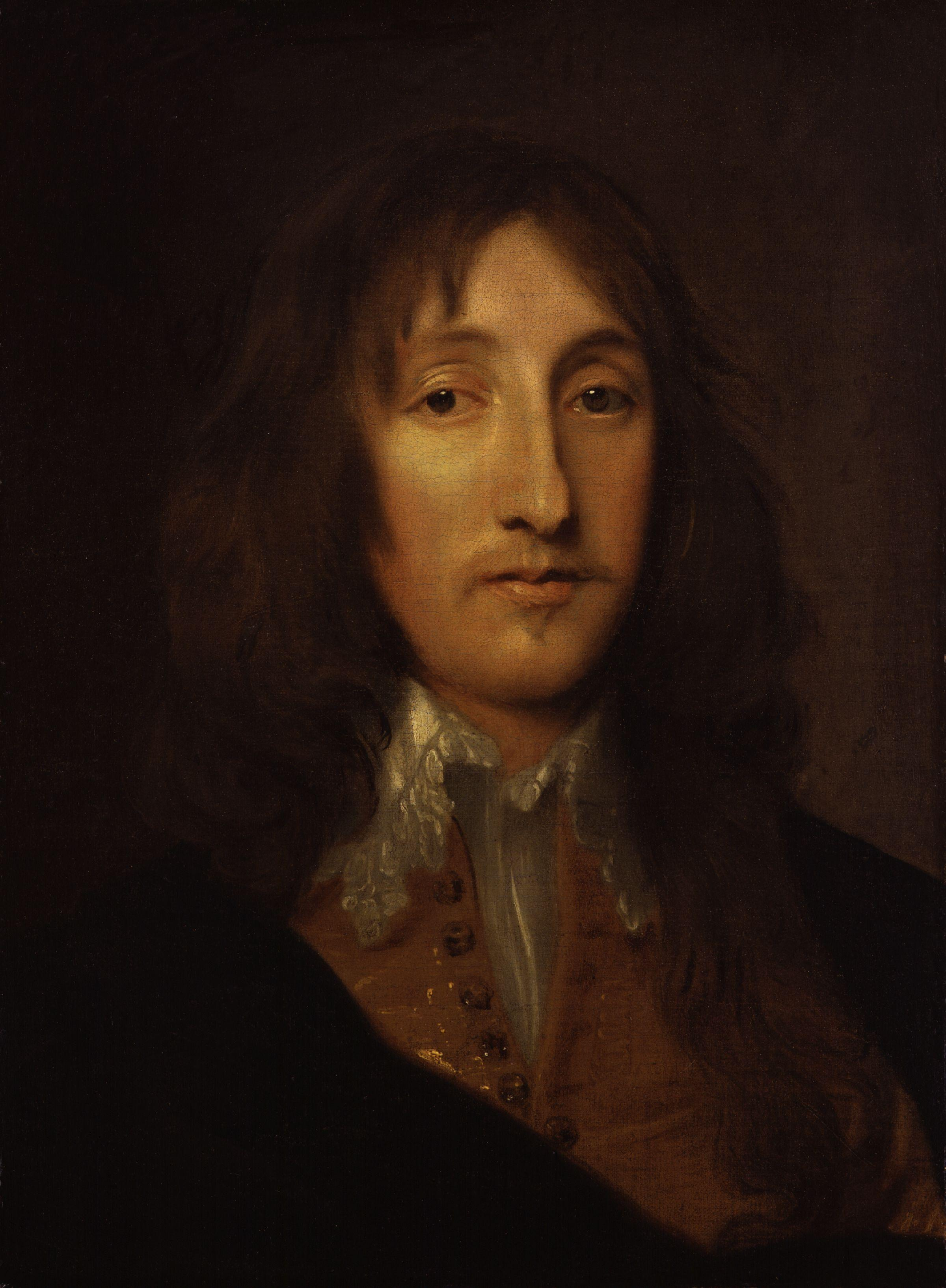
Portrait de Richard Boyle 2e comte de Cork

La titulature comte de Burlington est un titre nobiliaire anglaPis puis britannique, créé deux fois : la première en 1664 et la seconde en 1831. Depuis 1858, c'est un titre de courtoisie traditionnellement porté par les descendants du duc de Devonshire.

## Première création
La pairie d'Angleterre fonde le titre le 20 mars 1664 pour :
- Richard Boyle (1612-1698), 2e comte de Cork, baron Clifford de Lanesborough ; puis le titre passe à :
- Charles Boyle (1660-1704) ;
- Richard Boyle (1694-1753), dit Lord Burlington ou le comte architecte.

Le titre disparaît une première fois, par absence de progéniture mâle.

## Seconde création
Elle est instituée le 10 septembre 1831 pour :
- George Augustus Henry Cavendish (1754-1834), petit-fils de Richard Boyle ;
- William Cavendish (1808-1891), par ailleurs 7e duc du Devonshire.